# Golden Avio F30
Golden Avio F30 je italijansko ultralahko športno letalo, ki ga je zasnoval Stelio Frati, proizvaja pa ga podjetje Golden Avio. Letalo se lahko kupi že sestavljeno ali pa v kit obliki za amatersko sestavljanje.
Izdelan je iz aluminija in ima nizko nameščeno kantilever krilo ter dva sedeža (v tandemu eden poleg drugega). Verzija F30 FG ima nepremično trikolesno pristajalno podvozje, verzija F30 RG pa uvlačljivega.
Standardni motor je 100 konjski (75 kW) Rotax 912ULS, je pa možna namestitev močnejših motorjev do 200 KM (149 kW).

## Specifikacije (F30 RG)
Podatki iz Bayerl and Golden Car
Splošne značilnosti
- Posadka: 1 pilot
- Število sedežev: 1 potnik
- Dolžina: 68 m (223 ft 1 in)
- Razpon kril: 8,6 m (28 ft 3 in)
- Višina: 2,6 m (8 ft 6 in)
- Površina kril: 10,6 m2 (114 sq ft)
- Teža praznega letala: 289 kg (637 lb)
- Bruto teža: 472,5 kg (1.042 lb)
- Kapaciteta goriva: 95 L (21 imp gal; 25 US gal)
- Pogon letala: 1 × Rotax 912ULS 4-valjni 4-taktni protibatni motor, 75 kW (101 hp)
- Propelerji: št. lopatic: 2 GT Propellers G2T VEB, s spremenljivim vpadnim kotom

Zmogljivost
- Maks. hitrost: 240 km/h (149 mph; 130 kn)
- Potovalna hitrost: 220 km/h (137 mph; 119 kn)
- Hitrost pri porušitvi vzgona: 65 km/h (40 mph; 35 kn) s spuščenimi zakrilci
- Doseg: 1.200 km (746 mi; 648 nmi)
- Višina leta: 5.600 m (18.373 ft)
- g-omejitev: +4,4/-2,2
- Hitrost vzpenjanja: 6,1 m/s (1.200 ft/min)
- Obremenitev kril: 44,6 kg/m2 (9,1 lb/sq ft)